# Al-Bija
Al-Bija (arab. البيه) – miejscowość w Syrii, w muhafazie Hama. W 2004 roku liczyła 1703 mieszkańców.